# Cànoves i Samalús
Cànoves i Samalús är en kommun i Spanien.   Den ligger i provinsen Província de Barcelona och regionen Katalonien, i den östra delen av landet, 500 km öster om huvudstaden Madrid. Antalet invånare är 2 865. Arean är 29,2 kvadratkilometer. Cànoves i Samalús gränsar till Tagamanent, Sant Pere de Vilamajor, Cardedeu, Les Franqueses del Vallès, La Garriga och Figaró-Montmany. 
Terrängen i Cànoves i Samalús är kuperad åt nordväst, men åt sydost är den platt.